# Clara Copponi
Clara Copponi, née le 12 janvier 1999 à Aix-en-Provence, est une coureuse cycliste française. Elle participe à des compétitions sur route et sur piste. 
Elle est notamment championne d'Europe du scratch en 2024 et compte six médailles aux mondiaux sur piste.

## Biographie

### Débuts cyclistes
Elle est la sœur cadette de Thomas Copponi, également coureur cycliste.
En 2013, Clara Copponi devient championne de France sur route cadettes (moins de 17 ans). En 2016, elle remporte l'édition junior (moins de 19 ans) du Trofeo Alfredo Binda. En 2016 et 2017, elle obtient sur piste la médaille de bronze de la poursuite par équipes aux mondiaux juniors.
Au mois d'août 2018, elle participe aux championnats de France sur piste disputés à Hyères. Elle devient à cette occasion championne de France de course à l'américaine avec Laurie Berthon et se classe troisième de l'omnium. La même année, elle est médaillée de bronze de la  course à l'élimination aux championnats d'Europe espoirs.

### Carrière professionnelle

#### 2019-2023: FDJ
En 2019, elle signe sur route trois top 5 sur le Tour de Bretagne féminin puis remporte la Classic Féminine de Vienne Nouvelle-Aquitaine, une victoire qui lui permet de consolider sa place de leader de la Coupe de France. En juillet, elle est double médaillée d’argent aux championnats d’Europe sur piste espoirs (omnium et poursuite par équipes) et passe professionnelle le mois suivant chez FDJ-Nouvelle Aquitaine-Futuroscope. En août, elle devient championne de France de poursuite par équipes (avec Maëva Paret-Peintre, Marion Borras et Valentine Fortin), de course à l'américaine (avec Coralie Demay) et de l'omnium. En octobre, elle se classe troisième de l'américaine avec Marie Le Net lors de la manche de Coupe du monde de Minsk.
Elle remporte en février 2020 avec Marie Le Net la médaille d'argent de l'américaine lors des championnats du monde de Berlin. En août, elle termine troisième du championnat de France sur route.  
À l’été 2021, elle participe aux Jeux olympiques de Tokyo. Elle se classe cinquième de l'américaine (avec Marie Le Net) et huitième de l’omnium. En octobre, elle termine troisième du Tour de Grande-Bretagne sur la route, puis remporte pour la deuxième année consécutive une médaille d’argent lors de la course à l'américaine des mondiaux disputés à Roubaix, toujours avec Marie Le Net. Au Women's Tour, Clara Copponi est troisième du sprint de la première étape. Sur la deuxième étape, dans la dernière montée de Barr Beacon, dix coureuses partent dont Clara Copponi. Au sprint, elle est devancée par Amy Pieters. Elle est cinquième de la cinquième étape puis sixième de la sixième. Elle conclut l'épreuve à la troisième place du classement général.
Le 23 avril 2022, après une chute, elle est victime d'une fracture de la clavicule alors qu'elle est en tête de l'omnium de la manche de Coupe des nations sur piste de Glasgow. Elle décroche ses premiers succès sur route plus tard dans la saison lors de la 1re étape du Women's Tour (premier succès sur le World Tour) et du Grand Prix de Fourmies. Elle est également médaillée de bronze de la poursuite par équipes aux mondiaux sur piste.
En 2023, elle obtient une nouvelle médaille de bronze en poursuite par équipes aux mondiaux sur piste (avec Victoire Berteau, Marie Le Net, Marion Borras et Valentine Fortin), puis une autre sur l'américaine (avec Victoire Berteau). Elle est aussi vice-championne d'Europe de l'américaine.

#### 2024- Lidl-Trek
Elle s'engage avec l'équipe Lidl-Trek pour 2024 et 2025. Sélectionnée pour les championnats d'Europe sur piste, elle y remporte la course scratch. Sur la troisième étape du Tour de Burgos, Clara Copponi est deuxième du sprint bien que devancée clairement par Lorena Wiebes.
En juillet, elle apparaît sur la liste des coureuses retenues par la Fédération française de cyclisme pour prendre part aux épreuves sur piste des Jeux olympiques, où elle doit se contenter de la cinquième place sur la poursuite par équipes et l'américaine. Sur route, elle rate de peu une médaille en terminant quatrième du championnat d'Europe sur route.

## Palmarès sur piste

### Jeux olympiques
| Édition / Épreuve | Poursuite par équipes | Américaine | Omnium |
| Tokyo 2020        | ―                     | 5e         | 8e     |
| Paris 2024        | 5e                    | 5e         |        |

### Championnats du monde
| Édition / Épreuve              | Poursuite par équipes                           | Américaine            | Omnium |
| Pruszków 2019                  | 9e                                              | 10e                   |        |
| Berlin 2020                    | 9e                                              | Argent                | 15e    |
| Roubaix 2021                   |                                                 | Argent                | 4e     |
| Saint-Quentin-en-Yvelines 2022 | Bronze (avec Berteau, Borras et Fortin)         | Argent                | 8e     |
| Glasgow 2023                   | Bronze (avec Berteau, Borras, Le Net et Fortin) | Bronze (avec Berteau) |        |

### Championnats du monde juniors
| Édition / Épreuve | Poursuite par équipes |
| Aigle 2016        | Bronze                |
| Montichiari 2017  | Bronze                |

### Coupe du monde
- 2017-2018
  - 3e de la poursuite par équipes à Milton
- 2019-2020
  - 2e de la poursuite par équipes à Milton
  - 2e de l'américaine à Minsk
  - 3e de l'américaine à Brisbane

### Coupe des nations
- 2023
  - 1re de la poursuite par équipes au Caire
  - 1re de l'américaine au Caire (avec Valentine Fortin)
  - 2e de la poursuite par équipes à Jakarta
  - 2e de l'omnium à Jakarta
- 2024
  - 3e de la poursuite par équipes à Milton

### Championnats d'Europe
| Édition / Épreuve    | Poursuite par équipes | Américaine                     | Scratch | Omnium | Élimination |
| Aigle 2018 (espoirs) |                       |                                |         | 9e     | Bronze      |
| Glasgow 2018         |                       |                                | 7e      |        | 8e          |
| Gand 2019 (espoirs)  | Argent                | 4e                             |         | Argent |             |
| Apeldoorn 2019       | 4e                    | 5e                             |         | 7e     |             |
| Munich 2022          | Bronze                | Argent (avec Marion Borras)    |         | Argent |             |
| Granges 2023         | 4e                    | Argent (avec Victoire Berteau) | 10e     | 6e     |             |
| Apeldoorn 2024       |                       |                                | Or      |        |             |

### Championnats nationaux
- Bordeaux 2016
  -  Championne de France du 500 mètres juniors
  -  Championne de France de poursuite juniors
  - 3e de la course aux points juniors
- Bordeaux 2017
  -  Championne de France de poursuite juniors
  - 2e du scratch juniors
- 2018
  -  Championne de France de poursuite par équipes (avec Laurie Berthon, Valentine Fortin et Marion Borras)
  -  Championne de France de l'américaine (avec Laurie Berthon)
  - 3e de l'omnium
- 2019
  -  Championne de France de poursuite par équipes (avec Maëva Paret-Peintre, Marion Borras et Valentine Fortin)
  -  Championne de France de l'américaine (avec Coralie Demay)
  -  Championne de France d'omnium
- 2023
  - 3e de l'omnium
  - 3e de l'élimination
- 2024
  -  Championne de France de poursuite par équipes (avec Valentine Fortin, Marie Patouillet et Lara Lallemant)
  -  Championne de France d'omnium
  - 3e de l'américaine (avec Lara Lallemant)

## Palmarès sur route

### Par années
- 2013
  -  Championne de France sur route cadettes
- 2015
  - Coupe de France minimes-cadettes
  - 2e du Festival olympique de la jeunesse européenne du contre-la-montre
  - 3e du Festival olympique de la jeunesse européenne sur route
  - 3e du championnat de France sur route cadettes
- 2016
  - Trofeo Alfredo Binda-Comune di Cittiglio juniors (Coupe des Nations Juniors)
  - 3e du Chrono de Touraine-Tauxigny
  - 3e du Chrono des Nations juniors
- 2017
  - 2e du Trofeo Alfredo Binda-Comune di Cittiglio juniors (Coupe des Nations Juniors)
  - 7e du championnat du monde sur route juniors
- 2019
  - Classic Féminine de Vienne Nouvelle-Aquitaine
  - 2e du Grand Prix Trévé-Le Ménec-Loudéac
  - 2e du Grand Prix d'Isbergues
  - 2e de la Coupe de France
  - 7e du championnat d'Europe sur route espoirs
- 2020
  - 3e du championnat de France sur route
- 2021
  - 3e du Women's Tour
- 2022
  - 1re étape du Women's Tour
  - Grand Prix de Fourmies
  - 2e du Grand Prix d'Isbergues
  - 4e du Tour de Drenthe
  - 10e de la Classic Bruges-La Panne
  - 10e de Gand-Wevelgem
- 2023
  - 8e de Gand-Wevelgem
- 2024
  - 4e du championnat d'Europe sur route
  - 5e de la RideLondon-Classique
- 2025
  - Schwalbe Women's One Day Classic
  - Grand Prix Mazda Schelkens
  - 2e de l'Antwerp Port Epic Ladies
  - 8e du Circuit Het Nieuwsblad

### Classements mondiaux
| Année                                 | 2019 | 2020 | 2021 | 2022 | 2023 | 2024 |
| ------------------------------------- | ---- | ---- | ---- | ---- | ---- | ---- |
| Classement UCI                        | 176e | 143e | 64e  | 43e  | 123e | 92e  |
| UCI World Tour                        | 194e | 88e  | 38e  | 35e  | 72e  | 69e  |
|                                       |      |      |      |      |      |      |
| Légende : nc = non classéSource : UCI |      |      |      |      |      |      |